# Campionatul Mondial de Fotbal Feminin 2003
Campionatul Mondial de Fotbal Feminin 2003 a fost organizat de Statele Unite și câștigată de Germania. Turneul inițial trebuia să aibă loc în China. Pe 3 mai 2003, turneul a fost brusc mutat în Statele Unite datorită epidemiei de SARS din China. Deoarece Statele Unite au găzduit turneul din 1999, s-a crezut că numai ei pot organiza într-un timp atât de scurt un turneu. În compensație pentru că nu a mai organizat turneul, China, a primit dreptul de a se califica direct la acest turneu.

## Stadioane
| |                                                               |                                                            |
| |                                                               |                                                            |
| The Home Depot Center Location: Carson, CA Capacity: 27.000                                                  | Columbus Crew Stadium Location: Columbus, OH Capacity: 23.000 | Gillette Stadium Location: Foxborough, MA Capacity: 22.385 |
| CarsonColumbusFoxboroughPhiladelphiaPortlandWashington, D.C.Campionatul Mondial de Fotbal Feminin 2003 (SUA) |                                                               |                                                            |
| |                                                               |                                                            |
| Lincoln Financial Field Location: Philadelphia, PA Capacity: 68.500                                          | PGE Park Location: Portland, OR Capacity: 27.700              | RFK Stadium Location: Washington, DC Capacity: 55.000      |

## Echipe
16 echipe au participat la turneul final. Echipele erau:
| - Africa (CAF) - Nigeria - Ghana - Asia (AFC) - Coreea de Nord - China (a primit drept automat de calificare deoarece era gazda inițială) - Coreea de Sud - Japonia - America de Sud (CONMEBOL) - Brazilia - Argentina | - Europa (UEFA) - Franța - Germania - Rusia - Norvegia - Suedia - Oceania (OFC) - Australia - America de Nord, America Centrală și Caraibele (CONCACAF) - Canada - Statele Unite |

## Arbitri
| Africa - Xonam Agboyi - Desiree Perpetue - Bola Elizabeth Abidoye - Florence Biagui Asia - Dongqing Zhang - Hisae Yoshizawa - Im Eun Ju - Choi Soo Jin - Hong Kum Nyo - Hsiu Mei Liu America de Nord, America Centrală și Caraibele - Sonia Denoncourt - Denise Robinson - Lynda Bramble - Kari Seitz - Karalee Sutton - Sharon Wheeler | America de Sud - Florencia Romano - Alejandra Cercato - Sabrina Lois - Sueli Tortura - Cleidy Mary Ribeiro - Marlei Silva Europa - Andi Regan - Katriina Elovirta - Emilia Parviainen - Nelly Viennot - Katarzyna Nadolska - Cristina Babadac - Cristina Ionescu - Irina Mirt - Nicole Petignat - Elke Lüthi Oceania - Tammy Ogston - Airlie Keen - Jacqueline Leleu |

## Faza grupelor

### Grupa A
| Echipa         | Pct | MJ | V | E | Î | GM | GP | DG  |
| -------------- | --- | -- | - | - | - | -- | -- | --- |
| Statele Unite  | 9   | 3  | 3 | 0 | 0 | 11 | 1  | +10 |
| Suedia         | 6   | 3  | 2 | 0 | 1 | 5  | 3  | +2  |
| Coreea de Nord | 3   | 3  | 1 | 0 | 2 | 3  | 4  | −1  |
| Nigeria        | 0   | 3  | 0 | 0 | 3 | 0  | 11 | −11 |

| Nigeria | 0 – 3     | Coreea de Nord      |
| ------- | --------- | ------------------- |
|         | (Cronica) | Jin 13', 88' Ri 73' |

| Statele Unite                 | 3 – 1     | Suedia       |
| ----------------------------- | --------- | ------------ |
| Lilly 27' Parlow 36' Boxx 78' | (Cronica) | Svensson 58' |

| Suedia      | 1 – 0     | Coreea de Nord |
| ----------- | --------- | -------------- |
| Svensson 7' | (Cronica) |                |

| Statele Unite                                               | 5 – 0     | Nigeria |
| ----------------------------------------------------------- | --------- | ------- |
| Hamm 6' (pen.), 12' Parlow 47' Wambach 65' Foudy 89' (pen.) | (Cronica) |         |

| Suedia                         | 3 – 0     | Nigeria |
| ------------------------------ | --------- | ------- |
| Ljungberg 56', 79' Moström 81' | (Cronica) |         |

| Coreea de Nord | 0 – 3     | Statele Unite                       |
| -------------- | --------- | ----------------------------------- |
|                | (Cronica) | Wambach 17' (pen.) Reddick 48', 66' |

### Grupa B
| Echipa        | Pct | MJ | V | E | Î | GM | GP | DG  |
| ------------- | --- | -- | - | - | - | -- | -- | --- |
| Brazilia      | 7   | 3  | 2 | 1 | 0 | 8  | 2  | +6  |
| Norvegia      | 6   | 3  | 2 | 0 | 1 | 10 | 5  | +5  |
| Franța        | 4   | 3  | 1 | 1 | 1 | 2  | 3  | −1  |
| Coreea de Sud | 0   | 3  | 0 | 0 | 3 | 1  | 11 | −10 |

| Norvegia              | 2 – 0     | Franța |
| --------------------- | --------- | ------ |
| Rapp 47' Mellgren 66' | (Cronica) |        |

| Brazilia                        | 3 – 0     | Coreea de Sud |
| ------------------------------- | --------- | ------------- |
| Marta 14' (pen.) Kátia 55', 62' | (Cronica) |               |

| Norvegia      | 1 – 4     | Brazilia                                   |
| ------------- | --------- | ------------------------------------------ |
| Pettersen 45' | (Cronica) | Daniela 26' Rosana 37' Marta 59' Kátia 68' |

| Franța     | 1 – 0     | Coreea de Sud |
| ---------- | --------- | ------------- |
| Pichon 84' | (Cronica) |               |

| Coreea de Sud | 1 – 7     | Norvegia                                                                   |
| ------------- | --------- | -------------------------------------------------------------------------- |
| Kim 75'       | (Cronica) | Gulbrandsen 5' Mellgren 24', 31' Pettersen 40' Sandaune 52' Ørmen 80', 90' |

| Franța       | 1 – 1     | Brazilia  |
| ------------ | --------- | --------- |
| Pichon 90+2' | (Cronica) | Kátia 58' |

### Grupa C
| Echipa    | Pct | MJ | V | E | Î | GM | GP | DG  |
| --------- | --- | -- | - | - | - | -- | -- | --- |
| Germania  | 9   | 3  | 3 | 0 | 0 | 13 | 2  | +11 |
| Canada    | 6   | 3  | 2 | 0 | 1 | 7  | 5  | +2  |
| Japonia   | 3   | 3  | 1 | 0 | 2 | 7  | 6  | +1  |
| Argentina | 0   | 3  | 0 | 0 | 3 | 1  | 15 | −14 |

| Germania                                                       | 4 – 1     | Canada      |
| -------------------------------------------------------------- | --------- | ----------- |
| Wiegmann 37' (pen.) Gottschlich 47' Prinz 75' Garefrekes 90+2' | (Cronica) | Sinclair 4' |

| Japonia                                        | 6 – 0     | Argentina |
| ---------------------------------------------- | --------- | --------- |
| Sawa 13', 38' Yamamoto 64' Otani 72', 75', 80' | (Cronica) |           |

| Germania                   | 3 – 0     | Japonia |
| -------------------------- | --------- | ------- |
| Minnert 23' Prinz 36', 66' | (Cronica) |         |

| Canada                     | 3 – 0     | Argentina |
| -------------------------- | --------- | --------- |
| Hooper 19' Latham 79', 82' | (Cronica) |           |

| Canada                           | 3 – 1     | Japonia  |
| -------------------------------- | --------- | -------- |
| Latham 36' Sinclair 49' Lang 72' | (Cronica) | Sawa 20' |

| Argentina  | 1 – 6     | Germania                                                        |
| ---------- | --------- | --------------------------------------------------------------- |
| Gaitán 71' | (Cronica) | Meinert 3', 43' Wiegmann 24' Prinz 32' Pohlers 89' Müller 90+2' |

### Grupa D
| Echipa    | Pct | MJ | V | E | Î | GM | GP | DG |
| --------- | --- | -- | - | - | - | -- | -- | -- |
| China     | 7   | 3  | 2 | 1 | 0 | 3  | 1  | +2 |
| Rusia     | 6   | 3  | 2 | 0 | 1 | 5  | 2  | +3 |
| Ghana     | 3   | 3  | 1 | 0 | 2 | 2  | 5  | −3 |
| Australia | 1   | 3  | 0 | 1 | 2 | 3  | 5  | −2 |

| Australia       | 1 – 2     | Rusia                         |
| --------------- | --------- | ----------------------------- |
| Golebiowski 38' | (Cronica) | Alagich 39' (o.g.) Fomina 89' |

| China   | 1 – 0     | Ghana |
| ------- | --------- | ----- |
| Sun 29' | (Cronica) |       |

| Ghana | 0 – 3     | Rusia                                    |
| ----- | --------- | ---------------------------------------- |
|       | (Cronica) | Saenko 36' Barbachina 54' Letyushova 80' |

| China   | 1 – 1     | Australia    |
| ------- | --------- | ------------ |
| Bai 46' | (Cronica) | Garriock 28' |

| Ghana           | 2 – 1     | Australia    |
| --------------- | --------- | ------------ |
| Sackey 34', 39' | (Cronica) | Garriock 61' |

| China   | 1 – 0     | Rusia |
| ------- | --------- | ----- |
| Bai 16' | (Cronica) |       |

## Faza eliminatorie
|  | Sferturi de finală       | Sferturi de finală     |                        |        | Semifinale    | Semifinale  |  |  | Finala                | Finala |
|  |                          |                        |                        |        |               |             |  |  |                       |        |
|  | 1 octombrie — Foxborough |                        |                        |        |               |             |  |  |                       |        |
|  |                          |                        |                        |        |               |             |  |  |                       |        |
|  | Statele Unite            | 1                      |                        |        |               |             |  |  |                       |        |
|  | Statele Unite            | 1                      | 5 octombrie — Portland |        |               |             |  |  |                       |        |
|  | Norvegia                 | 0                      |                        |        |               |             |  |  |                       |        |
|  | Norvegia                 | 0                      | Statele Unite          | 0      |               |             |  |  |                       |        |
|  | 2 octombrie — Portland   |                        | Statele Unite          | 0      |               |             |  |  |                       |        |
|  |                          | Germania               | 3                      |        |               |             |  |  |                       |        |
|  | Germania                 | Germania               | 3                      | 7      |               |             |  |  |                       |        |
|  | Germania                 |                        | 12 octombrie — Carson  | 7      |               |             |  |  |                       |        |
|  | Rusia                    | 1                      |                        |        |               |             |  |  |                       |        |
|  | Rusia                    | 1                      | Germania               | 2      |               |             |  |  |                       |        |
|  | 1 octombrie — Boston     |                        | Germania               | 2      |               |             |  |  |                       |        |
|  |                          | Suedia                 | 1                      |        |               |             |  |  |                       |        |
|  | Brazilia                 | Suedia                 | 1                      | 1      |               |             |  |  |                       |        |
|  | Brazilia                 | 5 octombrie — Portland |                        | 1      |               |             |  |  |                       |        |
|  | Suedia                   | 2                      |                        |        |               |             |  |  |                       |        |
|  | Suedia                   | 2                      | Suedia                 | 2      | Finala mică   | Finala mică |  |  |                       |        |
|  | 2 octombrie — Portland   |                        | Suedia                 | 2      | Finala mică   | Finala mică |  |  |                       |        |
|  |                          | Canada                 | 1                      |        |               |             |  |  |                       |        |
|  | China                    | Canada                 | 1                      | 0      | Statele Unite | 3           |  |  |                       |        |
|  | China                    |                        |                        | 0      | Statele Unite | 3           |  |  |                       |        |
|  | Canada                   | 1                      |                        | Canada | 1             |             |  |  |                       |        |
|  | Canada                   | 1                      |                        |        | 1             |             |  |  |                       |        |
|  |                          |                        |                        |        |               |             |  |  | 12 octombrie — Carson |        |
|  |                          |                        |                        |        |               |             |  |  |                       |        |

### Sferturile de finală
| Statele Unite | 1 – 0     | Norvegia |
| ------------- | --------- | -------- |
| Wambach 24'   | (Cronica) |          |

| Brazilia         | 1 – 2     | Suedia                     |
| ---------------- | --------- | -------------------------- |
| Marta 44' (pen.) | (Cronica) | Svensson 23' Andersson 53' |

| Germania                                                                 | 7 – 1    | Rusia        |
| ------------------------------------------------------------------------ | -------- | ------------ |
| Müller 25' Minnert 57' Wunderlich 60' Garefrekes 62', 85' Prinz 80', 89' | (Report) | Danilova 70' |

| China | 0 – 1     | Canada    |
| ----- | --------- | --------- |
|       | (Cronica) | Hooper 7' |

### Semifinale
| Statele Unite | 0 – 3     | Germania                                 |
| ------------- | --------- | ---------------------------------------- |
|               | (Cronica) | Garefrekes 15' Meinert 90+1' Prinz 90+3' |

| Suedia                 | 2 – 1     | Canada   |
| ---------------------- | --------- | -------- |
| Moström 79' Öqvist 86' | (Cronica) | Lang 64' |

### Finala mică
| Statele Unite                   | 3 – 1     | Canada       |
| ------------------------------- | --------- | ------------ |
| Lilly 22' Boxx 51' Milbrett 80' | (Cronica) | Sinclair 38' |

### Finala
| Germania               | 2 – 1 asdet | Suedia        |
| ---------------------- | ----------- | ------------- |
| Meinert 46' Künzer 98' | (Cronica)   | Ljungberg 41' |

| Germania | Suedia |

| GERMANIA:         |    |                      |  |     |
|                   |    |                      |  |     |
| P                 | 1  | Silke Rottenberg     |  |     |
| F                 | 2  | Kerstin Stegemann    |  |     |
| F                 | 17 | Ariane Hingst        |  |     |
| F                 | 13 | Sandra Minnert       |  |     |
| F                 | 19 | Stefanie Gottschlich |  |     |
| M                 | 18 | Kerstin Garefrekes   |  | 76' |
| M                 | 10 | Bettina Wiegmann (c) |  |     |
| M                 | 6  | Renate Lingor        |  |     |
| M                 | 7  | Pia Wunderlich       |  | 88' |
| A                 | 14 | Maren Meinert        |  |     |
| A                 | 9  | Birgit Prinz         |  |     |
| Schimbări:        |    |                      |  |     |
| F                 | 4  | Nia Künzer           |  | 88' |
| A                 | 11 | Martina Müller       |  | 76' |
| Antrenor:         |    |                      |  |     |
| Tina Theune-Meyer |    |                      |  |     |

| SUEDIA:                |    |                   |  |     |
|                        |    |                   |  |     |
| P                      | 1  | Caroline Jönsson  |  |     |
| F                      | 4  | Hanna Marklund    |  |     |
| F                      | 2  | Karolina Westberg |  |     |
| F                      | 3  | Jane Törnqvist    |  |     |
| F                      | 7  | Sara Larsson      |  | 76' |
| M                      | 9  | Malin Andersson   |  | 53' |
| M                      | 18 | Frida Östberg     |  |     |
| M                      | 6  | Malin Moström (c) |  |     |
| M                      | 17 | Anna Sjöström     |  | 53' |
| A                      | 10 | Hanna Ljungberg   |  |     |
| A                      | 11 | Victoria Svensson |  |     |
| Schimbări:             |    |                   |  |     |
| F                      | 5  | Kristin Bengtsson |  | 76' |
| M                      | 14 | Linda Fagerström  |  | 53' |
| M                      | 15 | Therese Sjögran   |  | 53' |
| Antrenor:              |    |                   |  |     |
| Marika Domanski-Lyfors |    |                   |  |     |

| Arbitri - Arbitrii asistenți: - Irina Mirt (România) - Katarzyna Wierzbowska (Polonia) - Arbitrul de rezervă: Sonia Denoncourt (Canada) |

## Premii
| Câștigătoarea Ghetei de Aur: | Câștigătoarea Balonului de Aur: | Trofeul FIFA Fair Play: |
| ---------------------------- | ------------------------------- | ----------------------- |
| Birgit Prinz                 | Birgit Prinz                    | China                   |

### Echipa All-star
| Portari          | Fundași                                | Mijlocași                                   | Atacanți                                                      |
| ---------------- | -------------------------------------- | ------------------------------------------- | ------------------------------------------------------------- |
| Silke Rottenberg | Wang Liping Sandra Minnert Joy Fawcett | Bettina Wiegmann Malin Moström Shannon Boxx | Charmaine Hooper Maren Meinert Birgit Prinz Victoria Svensson |

## Marcatoare
7 goluri
- Birgit Prinz

4 goluri
- Kerstin Garefrekes
- Maren Meinert
- Kátia

3 goluri
| - Marta - Christine Latham - Christine Sinclair | - Mio Otani - Homare Sawa - Dagny Mellgren | - Hanna Ljungberg - Victoria Svensson - Abby Wambach |

2 goluri
| - Heather Garriock - Charmaine Hooper - Kara Lang - Bai Jie - Marinette Pichon - Sandra Minnert | - Martina Müller - Bettina Wiegmann - Alberta Sackey - Jin Pyol Hui - Linda Ørmen - Marianne Pettersen | - Malin Moström - Shannon Boxx - Mia Hamm - Kristine Lilly - Cindy Parlow - Cat Reddick |

1 gol
| - Yanina Gaitán - Kelly Golebiowski - Daniela - Rosana - Sun Wen - Stefanie Gottschlich - Nia Künzer - Conny Pohlers | - Pia Wunderlich - Emi Yamamoto - Ri Un-Gyong - Kim Jin-Hee - Solveig Gulbrandsen - Anita Rapp - Brit Sandaune - Natalia Barbachina | - Elena Danilova - Elena Fomina - Olga Letyushova - Marina Saenko - Malin Andersson - Josefine Öqvist - Julie Foudy - Tiffeny Milbrett |

Autogoluri
- Dianne Alagich (pentru Rusia)